# Budynek przy ul. Flisaczej 7 w Toruniu
Budynek przy ul. Flisaczej 7 w Toruniu – dawny budynek laboratorium Gazowni w Toruniu pochodzący z początku XX wieku. Obecnie mieści pub. Budynek figuruje w gminnej ewidencji zabytków (nr 2152).